# Municipi de Luleå
Luleå (en suec: Luleå kommun) és un municipi del Comtat de Norrbotten, al nord de Suècia. El seu centre administratiu està situat a Luleå, que també és la capital del Comtat de Norrbotten.

## Localitats
Hi ha 18 localitats (o àrees urbanes) al Municipi de Luleå:
| #  | Localitat       | Població |
| -- | --------------- | -------- |
| 1  | Luleå           | 45,467   |
| 2  | Gammelstaden    | 4,892    |
| 3  | Bergnäset       | 3,674    |
| 4  | Södra Sunderbyn | 2,875    |
| 5  | Råneå           | 2,030    |
| 6  | Antnäs          | 845      |
| 7  | Alvik           | 771      |
| 8  | Rutvik          | 759      |
| 9  | Måttsund        | 587      |
| 10 | Bensbyn         | 434      |
| 11 | Bälinge         | 317      |
| 12 | Ersnäs          | 299      |
| 13 | Kallax          | 291      |
| 14 | Karlsvik        | 270      |
| 15 | Klöverträsk     | 260      |
| 16 | Jämtön          | 236      |
| 17 | Brändön         | 233      |
| 18 | Persön          | 226      |

El centre administratiu del municipi és en negreta 

## Agermanaments
El Municipi de Luleå manté una relació d'agermanament amb les següents localitats:
- Tromsø, Noruega
- Kemi, Finlàndia
- Múrmansk, Rússia
- Zenica, Bòsnia i Hercegovina
- Puerto Cabezas, Nicaragua